# Chính sách thị thực của Nga

Thị thực quá cảnh Nga với dấu nhập và xuất cả trên hộ chiếu Thụy Điển

Chính sách thị thực Nga là những yêu cầu mà người nước ngoài muốn đến Liên Bang Nga phải đạt được để xin được thị thực, nó là giấy phép để được du lịch, đến và ở lại quốc gia này. Miễn thị thực dựa trên các thỏa thuận song phương và đa phương. Nga có sắp xếp để công dân từ một số quốc gia có thể được miễn thị thực hoặc mua thị thực trực tuyến. Công dân không thuộc thỏa thuận này với Nga phải xin thị thực từ trước tại phái bộ ngoại giao Nga tại người ngoài.

## Miễn thị thực

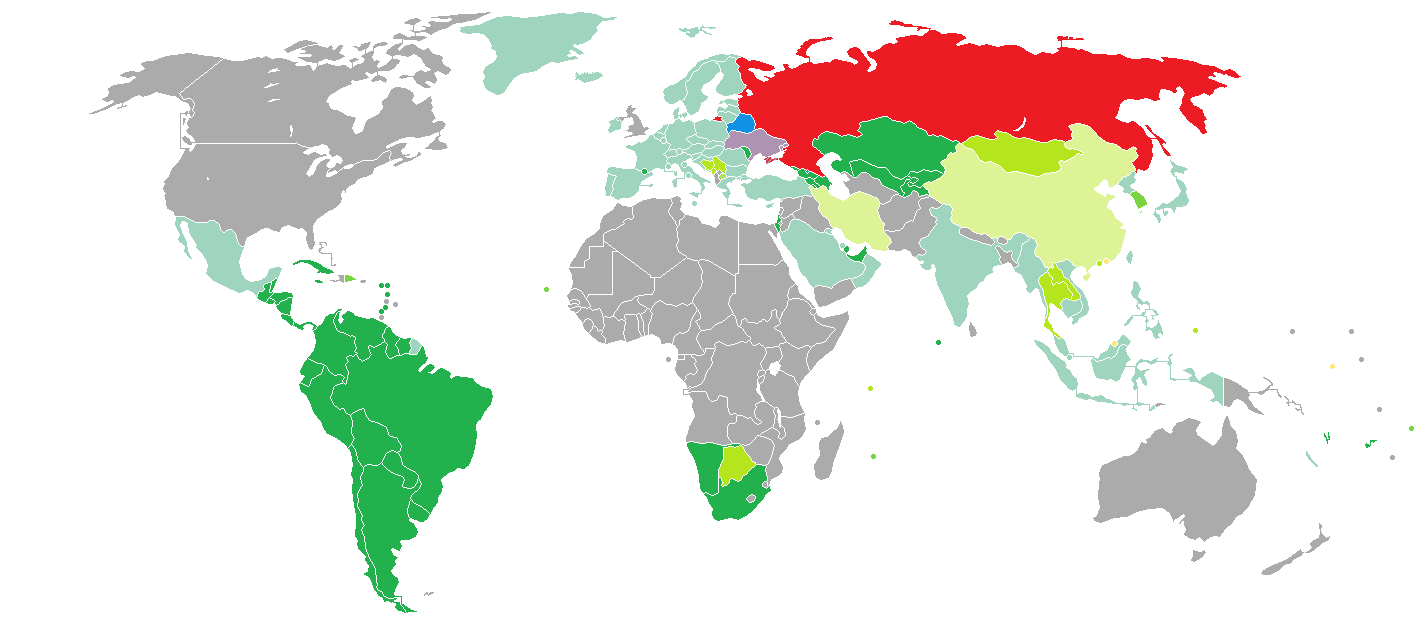
Chính sách thị thực Nga
Nga bao gồm cả Crimea

### Hộ chiếu phổ thông
Du khách là công dân của 48 quốc gia sau không cần xin thị thực để đến Nga miễn là khoảng thời gian ở lại ngắn hơn khoảng thời gian dưới đây.
| - Abkhazia 1 - Armenia - Azerbaijan - Kazakhstan 1 - Kyrgyzstan 1 | - Moldova - Tajikistan - Ukraina 1 2 - Uzbekistan |  |

| - Argentina - Bolivia - Brazil - Chile - Colombia - Ecuador - El Salvador - Fiji - Grenada - Guatemala - Guyana | - Honduras - Israel - Nicaragua - Panama - Paraguay - Peru - Saint Kitts và Nevis - Nam Phi - Uruguay - Vanuatu - Venezuela |  |

| - Bosna và Hercegovina - Cuba - Lào - Macao - Macedonia 3 | - Mông Cổ - Montenegro - Serbia - Seychelles - Thái Lan |  |

#### Giải bóng đá vô địch thế giới 2018
Người sở hữu vé xem các trận đấu của 'Giải bóng đá vô địch thế giới 2018 sẽ được vào Nga mà không cần thị thực mà chỉ cần một thẻ riêng cho người xem (cũng được biết đến là hộ chiếu của người hâm mộ) và hộ chiếu của họ kể từ ngày 4 tháng 6 đến ngày 15 tháng 7 năm 2018.

#### Tour theo nhóm
Công dân của  Trung Quốc có thể đến Nga mà không cần thị thực lên đến 15 ngày nếu đi theo tour (từ 5 đến 50 người) mà được cùng bởi người đại diện của công ty tour có đăng ký ở cả hai quốc gia.

#### Biên giới với Belarus
Công dân của một nước thứ ba không thể đi qua biên giới Belarus–Nga vì không có đủ địa điểm kiểm tra tại biên giới. 
Du khách được khuyên bởi Đại lý Ba Lan tại Belarus để đến vùng Nga đại lục qua  Terehova–Burachki và  Senkivka–Novye Yurkovichi.

#### Thị thực chung
Nga và Belarus dự tính ký một thỏa thuận về công nhận thị thực. Người sở hữu thị thực Belarus sẽ được miễn thị thực năm 2018.

### Thị thực điện tử để đến một số vùng
Từ ngày 8 tháng 8 năm 2017, công dân của 17 quốc gia sau có thể xin thị thực điện tử để đến một số vùng tại Viễn Đông Nga.
Các nước được cho phép

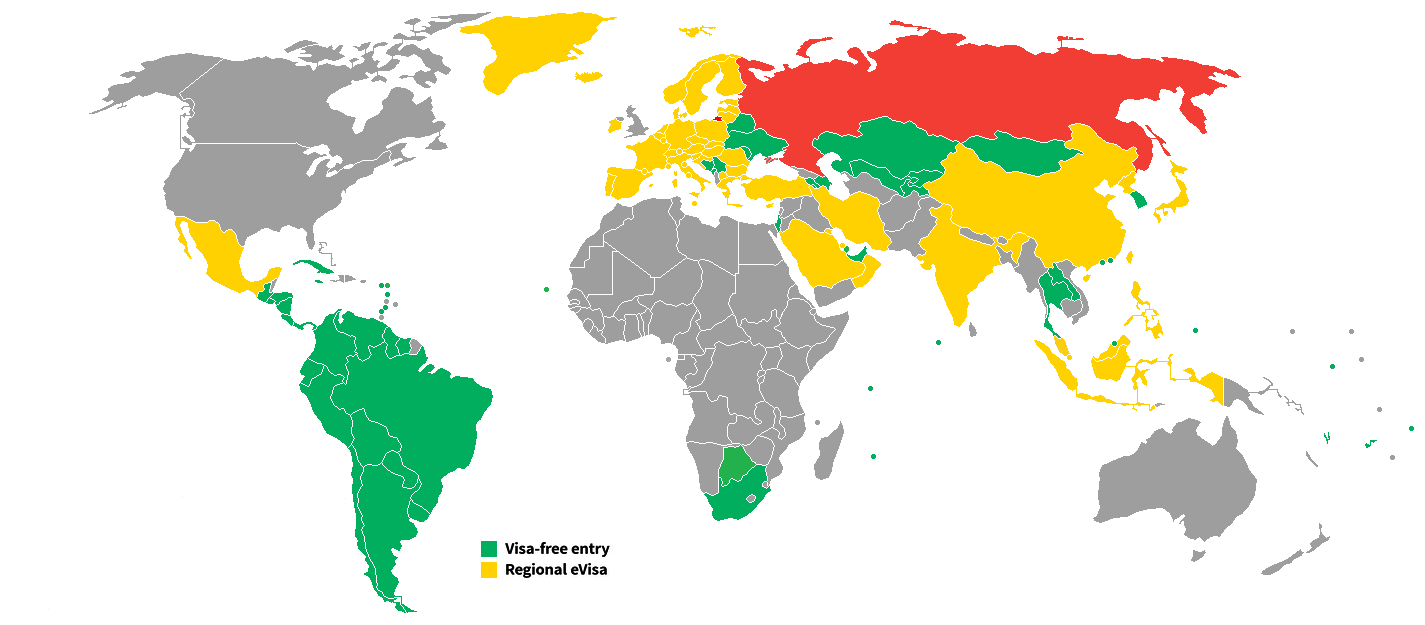
Nga
Miễn thị thực
Tiếp cận một số vùng với thị thực điện tử

| - Algeria - Bahrain - Trung Quốc - Ấn Độ - Iran - Nhật Bản - Triều Tiên - Kuwait - Mexico | - Maroc - Oman - Qatar - Ả Rập Xê Út - Singapore - Tunisia - Thổ Nhĩ Kỳ - Các Tiểu vương quốc Ả Rập Thống nhất |  |

Các vùng tại Viễn Đông

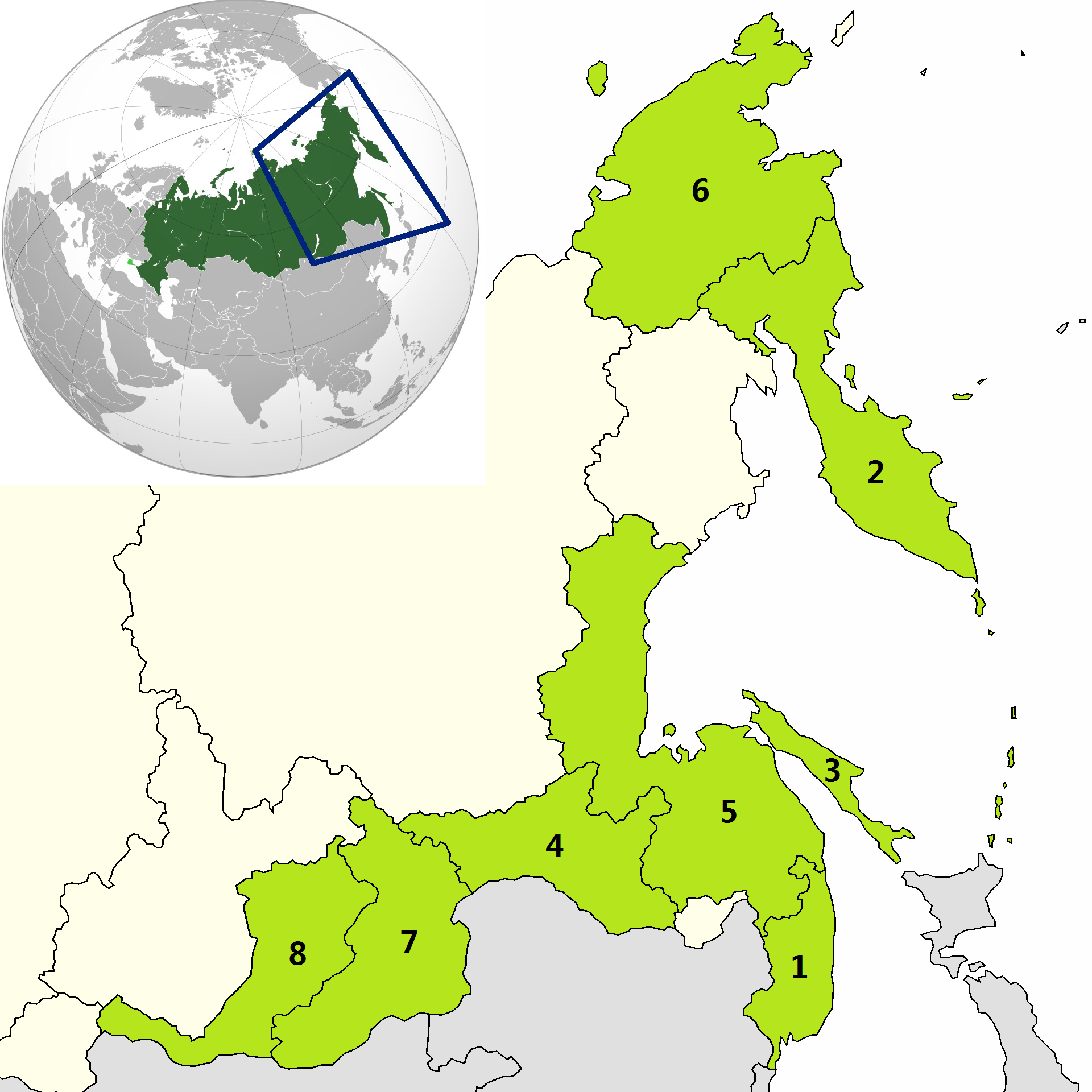
Thị thực điện tử Nga
Primorsky Krai
Kamchatka Krai
Sakhalin Oblast

Những điểm kiểm tra biên giới có thể nhập cảnh
| Cửa khẩu                                                | Vùng cho phép ở lại | Ngày có hiệu lực        |
| ------------------------------------------------------- | ------------------- | ----------------------- |
| Vladivostok International Airport                       | Primorsky Krai      | ngày 8 tháng 8 năm 2017 |
| Cảng biển Vladivostok                                   | Primorsky Krai      | ngày 8 tháng 8 năm 2017 |
| Cảng biển Posyet                                        | Primorsky Krai      | 1 tháng 1 năm 2018      |
| Cảng biển Zarubino                                      | Primorsky Krai      | 1 tháng 1 năm 2018      |
| Điểm kiểm tra đường sắt: Khasan, Makhalino, Pogranichny | Primorsky Krai      | 1 tháng 1 năm 2018      |
| Điểm kiểm tra đường bộ: Poltavka, Turiy Rog             | Primorsky Krai      | 1 tháng 1 năm 2018      |
| Cảng biển Petropavlovsk-Kamchatsky                      | Kamchatka Krai      | 1 tháng 1 năm 2018      |
| Cảng biển Korsakov                                      | Sakhalin Oblast     | 1 tháng 1 năm 2018      |

Vùng Kaliningrad
Chính phủ Nga dự kiến đưa ra thị thực điện tử để đến vùng Kaliningrad năm 2019.

### Hộ chiếu ngoại giao và công vụ

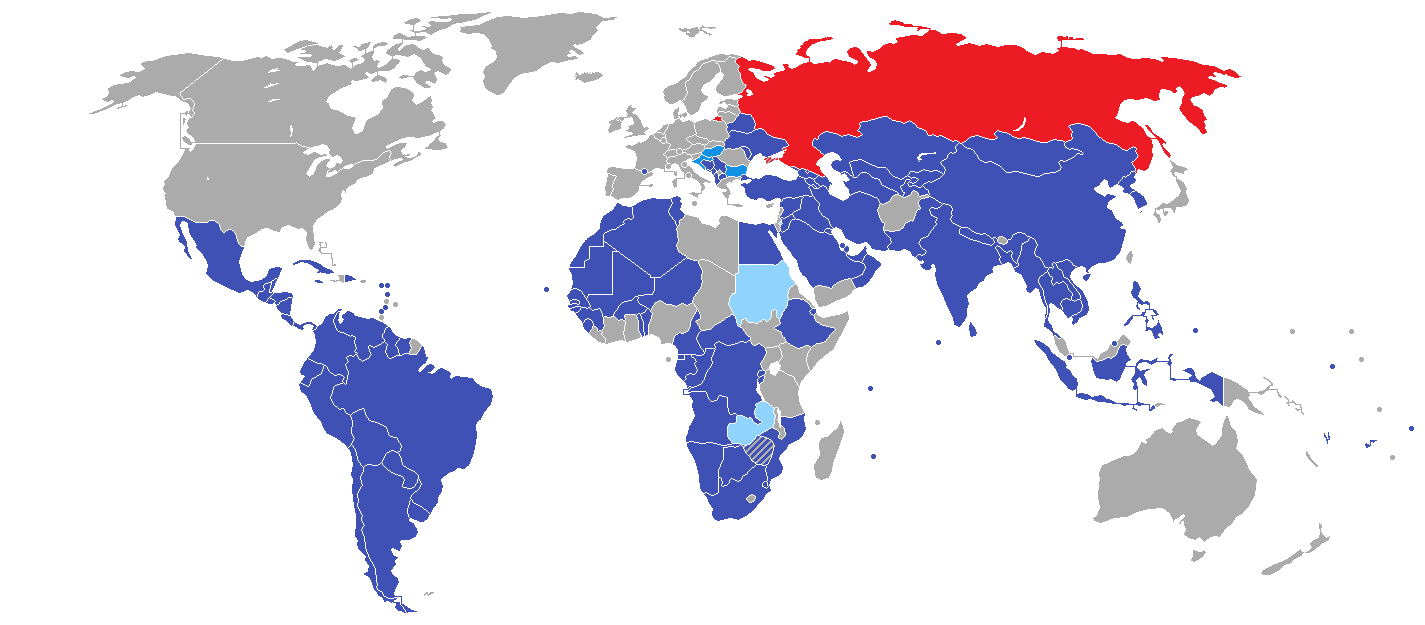
Liên bang Nga bao gồm cả Crimea
Hộ chiếu ngoại giao và công vụ
Chỉ với hộ chiếu ngoại giao

Dưới thỏa thuận qua lại, người sở hữu hộ chiếu ngoại giao và công vụ được cấp bởi các quốc gia và vùng lãnh thổ sau có thể đến Nga và ở lại lên đến 90 ngày (trừ khi được chú thích) mà không cần thị thực:
| - Tất cả công dân Liên minh Châu Âu 3 D* (ngoại trừ Ireland và Vương quốc Anh) \| - Abkhazia D S - Ai Cập D S Sp - Albania D S - Angola D S - Argentina 2 D S O - Armenia D - Azerbaijan D S - Ấn Độ D S O - Bahrain 3 D S Sp - Bangladesh 6 D O - Belarus 1 D S - Benin D S - Bolivia 2 D S O - Bosna và Hercegovina D S - Botswana D S - Brazil D S - Brunei 7 D O - Burkina Faso D S - UAE D* - Cape Verde D S - Campuchia D S - Chile 2 D S - Colombia D O - Congo D S O - Costa Rica 2 D S - Cuba 6 D S - Cộng hòa Dominica D S - Ecuador 4 D S O - El Salvador D O - Ethiopia D S - Fiji D Sp - Gabon D S - Grenada 3 D O - Guatemala 2 D O C - Guinea D S - Guyana D S - Hàn Quốc D S O - Honduras D O \| - Iceland 3 D* - Indonesia 7 D S - Iran 6 D S - Jamaica D S - Jordan 3 D S Sp - Kazakhstan D S - Kuwait 3 D Sp - Kyrgyzstan D S - Lào 6 D S - Liechtenstein 3 D* - Macedonia D S - Mali D S - Mauritius 5 D - Mexico D S O - Moldova D S - Monaco 3 D* - Mông Cổ 6 D S - Montenegro D S - Maroc D S - Mozambique 6 D S - Myanmar D S O - Nauru 7 D O - Nepal D S - Nicaragua D S O - Na Uy 3 D* \| - Oman D S Sp - Pakistan D S - Panama D S O Sp C - Paraguay 2 D S O Sp - Peru D S Sp - Philippines D S O - Qatar D* - Saint Kitts và Nevis 3 D O - Samoa D O - Senegal D S - Serbia D S - Seychelles 6 D O - Singapore D S O - Nam Phi D S O - Nam Ossetia 1 D S - Sri Lanka 6 D S O - Syria D S Sp - Tajikistan D S - Thái Lan D S - Thụy Sĩ 3 D* - Trung Quốc 6 D S Sp - Tunisia 3 D S Sp - Thổ Nhĩ Kỳ D* - Triều Tiên D S - Turkmenistan 6 D S - Ukraina D S - Uruguay 2 D O - Uzbekistan D - Vanuatu D S - Vatican 3 D* - Venezuela D S - Việt Nam D S - Zimbabwe 8 D S \| \| | | |  |
| - Abkhazia D S - Ai Cập D S Sp - Albania D S - Angola D S - Argentina 2 D S O - Armenia D - Azerbaijan D S - Ấn Độ D S O - Bahrain 3 D S Sp - Bangladesh 6 D O - Belarus 1 D S - Benin D S - Bolivia 2 D S O - Bosna và Hercegovina D S - Botswana D S - Brazil D S - Brunei 7 D O - Burkina Faso D S - UAE D* - Cape Verde D S - Campuchia D S - Chile 2 D S - Colombia D O - Congo D S O - Costa Rica 2 D S - Cuba 6 D S - Cộng hòa Dominica D S - Ecuador 4 D S O - El Salvador D O - Ethiopia D S - Fiji D Sp - Gabon D S - Grenada 3 D O - Guatemala 2 D O C - Guinea D S - Guyana D S - Hàn Quốc D S O - Honduras D O | - Iceland 3 D* - Indonesia 7 D S - Iran 6 D S - Jamaica D S - Jordan 3 D S Sp - Kazakhstan D S - Kuwait 3 D Sp - Kyrgyzstan D S - Lào 6 D S - Liechtenstein 3 D* - Macedonia D S - Mali D S - Mauritius 5 D - Mexico D S O - Moldova D S - Monaco 3 D* - Mông Cổ 6 D S - Montenegro D S - Maroc D S - Mozambique 6 D S - Myanmar D S O - Nauru 7 D O - Nepal D S - Nicaragua D S O - Na Uy 3 D* | - Oman D S Sp - Pakistan D S - Panama D S O Sp C - Paraguay 2 D S O Sp - Peru D S Sp - Philippines D S O - Qatar D* - Saint Kitts và Nevis 3 D O - Samoa D O - Senegal D S - Serbia D S - Seychelles 6 D O - Singapore D S O - Nam Phi D S O - Nam Ossetia 1 D S - Sri Lanka 6 D S O - Syria D S Sp - Tajikistan D S - Thái Lan D S - Thụy Sĩ 3 D* - Trung Quốc 6 D S Sp - Tunisia 3 D S Sp - Thổ Nhĩ Kỳ D* - Triều Tiên D S - Turkmenistan 6 D S - Ukraina D S - Uruguay 2 D O - Uzbekistan D - Vanuatu D S - Vatican 3 D* - Venezuela D S - Việt Nam D S - Zimbabwe 8 D S |  |

* - chỉ hộ chiếu ngoại giao (hộ chiếu ngoại giao và công vụ đối với Bulgaria, Croatia, Síp, Hungary, Romania và Slovakia)
D — hộ chiếu ngoại giao

S — hộ chiếu công vụ

O — hộ chiếu công vụ

Sp — hộ chiếu đặc biệt

C — Hộ chiếu lãnh sự
1 — không giới hạn

2 – 3 tháng

3 – 90 ngày trong mỗi chu kỳ 180-ngày

4 – 90 ngày trong mỗi chu kỳ 1 năm

5 – 60 ngày

6 – 30 ngày

7 – 14 ngày

8 – không áp dụng với mục đích du lịch hoặc quá cảnh, chỉ đối với nhân viên của các viện nghiên cứu chính thức của quốc gia này trên lãnh thổ của Nga
Người sở hữu hộ chiếu ngoại giao và công vụ của Israel cần xin thị thực.

### Thẻ đi lại doanh nhân APEC
Người sở hữu hộ chiếu được cấp bởi các quốc gia sau mà có thẻ đi lại doanh nhân APEC (ABTC) có mã "RUS" tại mặt sau có thể đi công tác tại Nga lên đến 90 ngày trong mỗi chu kỳ 180 ngày mà không cần thị thực.
ABTC được cấp cho công dân của:
| - Brunei - Chile - Đài Loan - Hàn Quốc - Hồng Kông - Indonesia - Malaysia - Mexico - New Zealand | - Nhật Bản - Papua New Guinea - Peru - Philippines - Singapore - Thái Lan - Trung Quốc - Úc - Việt Nam |  |

## Thành phố bị đóng cửa
Một số thành phố bị đóng cửa tại Nga yêu cầu sự cho phép đặc biệt.

## Crimea
Kể từ năm 2014 lãnh thổ tranh chấp Crimea nằm dưới sự quản lý của Nga và chính sách thị thực Nga được áp dụng ở đó. Tuy Nhiên, Ukraina yêu cầu người ngoại quốc nên thỏa mãn yêu cầu thị thực của Ukrainia bao gồm xin thị thực Ukrainia nếu cần thiết. Nếu không, Ukraincó thể phạt vì "ủng hộ sự chiếm đóng tạm thời tại lãnh thổ Ukrainia".

## Thống kê
Thống kê thị thực
Hầu hết thị thực đều được cấp cho các quốc gia sau:
| Quốc gia       | Thị thực cấp năm 2015 | Thị thực cấp năm 2016 |
| -------------- | --------------------- | --------------------- |
| Đức            | 299.791               | 153.727               |
| Trung Quốc     | 357.040               | 129.744               |
| Pháp           | 119.314               | 61.999                |
| Phần Lan       | 112.655               | 55.415                |
| Ý              | 117.123               | 52.107                |
| Vương quốc Anh | 87.863                | 42.524                |
| Hoa Kỳ         | 85.974                | 46.180                |
| Estonia        | 77.953                | 37.445                |
| Latvia         | 70.328                | 30.933                |
| Tây Ban Nha    | 57.001                | 25.262                |

Thống kê du khách
Hầu hết du khách đến Nga đều đến từ các quốc gia sau:
| Quốc tịch         | Tổng (bao gồm mọi loại mục đích) | Tổng (bao gồm mọi loại mục đích) | Tổng (bao gồm mọi loại mục đích) | Tổng (bao gồm mọi loại mục đích) | Tổng (bao gồm mọi loại mục đích) | Tổng (bao gồm mọi loại mục đích) | Tổng (bao gồm mọi loại mục đích) |
| Quốc tịch         | 2016                             | 2015                             | 2014                             | 2013                             | 2012                             | 2011                             | 2010                             |
| ----------------- | -------------------------------- | -------------------------------- | -------------------------------- | -------------------------------- | -------------------------------- | -------------------------------- | -------------------------------- |
| Ukraina           | 9.737.405                        | 10.314.757                       | 9.842.990                        | 7.080.991                        | 6.502.543                        | 6.072.775                        | 4.198.030                        |
| Kazakhstan        | 4.686.059                        | 5.180.246                        | 4.215.161                        | 3.848.899                        | 3.630.342                        | 3.049.406                        | 2.747.358                        |
| Uzbekistan        | 2.116.480                        | 2.163.256                        | 2.353.140                        | 2.967.444                        | 2.677.322                        | 2.086.359                        | 1.584.086                        |
| Trung Quốc        | 1.565.524                        | 1.353.051                        | 1.125.098                        | 1.071.515                        | 978.988                          | 845.588                          | 747.640                          |
| Phần Lan          | 1.376.646                        | 1.476.412                        | 1.446.169                        | 1.388.036                        | 1.375.614                        | 1.211.520                        | 1.012.621                        |
| Tajikistan        | 1.293.270                        | 1.200.972                        | 1.202.260                        | 1.348,868                        | 1.134.150                        | 955.455                          | 830.160                          |
| Azerbaijan        | 1.156.703                        | 1.071.324                        | 1.021.204                        | 1.196.759                        | 1,116,238                        | 1.045.525                        | 979.778                          |
| Ba Lan            | 1.056.013                        | 1.766.612                        | 1.823.143                        | 1.644.657                        | 1.190.003                        | 704.610                          | 394.872                          |
| Armenia           | 833.577                          | 850.137                          | 794.098                          | 882.864                          | 700.332                          | 550.349                          | 459.040                          |
| Kyrgyzstan        | 792.042                          | 842.396                          | 725.664                          | 763.418                          | 623.970                          | 592.960                          | 552.909                          |
| Moldova           | 699.112                          | 770.965                          | 923.625                          | 1.374.690                        | 1.194.291                        | 1.073.637                        | 988.084                          |
| Đức               | 613.370                          | 595.200                          | 635.153                          | 686.557                          | 671.676                          | 629.391                          | 611,367                          |
| Mông Cổ           | 542.196                          | 505.429                          | 225.972                          | 226.673                          | 365.236                          | 212.117                          | 157.367                          |
| Estonia           | 433.926                          | 382.031                          | 363.942                          | 430.164                          | 494.282                          | 519.402                          | 474.949                          |
| Abkhazia          | 415.606                          | 422.130                          | 362.811                          | 293.429                          | 273.964                          | 202.440                          | 52.289                           |
| Latvia            | 360.603                          | 348.338                          | 374.701                          | 391.304                          | 461.162                          | 571.374                          | 569.300                          |
| Người vô quốc gia | 321.383                          | 326.841                          | 349.400                          | 463.640                          | 523.333                          | 618.705                          | 679.757                          |
| Belarus           | 320.372                          | 424.531                          | 495.999                          | 418.207                          | 372.942                          | 267.233                          | 259.191                          |
| Litva             | 281.168                          | 270.600                          | 487.206                          | 539.308                          | 553.896                          | 622.740                          | 760.728                          |
| Hoa Kỳ            | 248.990                          | 242.104                          | 257.070                          | 305.954                          | 286.551                          | 275.239                          | 262.060                          |
| Ý                 | 208.689                          | 204.710                          | 219.976                          | 225.933                          | 212.411                          | 207.476                          | 198.002                          |
| Pháp              | 201.260                          | 191.643                          | 219.210                          | 225.860                          | 225.343                          | 213.473                          | 194,248                          |
| Vương quốc Anh    | 190.278                          | 190.775                          | 228.346                          | 259.676                          | 231.670                          | 221.418                          | 212.847                          |
| Israel            | 182.438                          | 165.003                          | 152.853                          | 136.827                          | 123.974                          | 114.380                          | 100,291                          |
| Hàn Quốc          | 181.024                          | 153.189                          | 135.676                          | 107.942                          | 94.922                           | 91.335                           | 90.622                           |
| Philippines       | 160.734                          | 163.010                          | 162.990                          | 149.213                          | 130.541                          | 99.405                           | 81.385                           |
| Thổ Nhĩ Kỳ        | 120.035                          | 323.039                          | 361.416                          | 385.147                          | 305.429                          | 249.109                          | 196.704                          |
| Tây Ban Nha       | 116.032                          | 110.247                          | 100.206                          | 109.089                          | 101.536                          | 129.730                          | 110.601                          |
| Nam Ossetia       | 115.382                          | 125.444                          | 117.283                          | 94.159                           | 73.863                           | 47.739                           | 33.409                           |
| Ấn Độ             | 108.498                          | 95.527                           | 94.259                           | 95.542                           | 80.127                           | 60.191                           | 53.364                           |
| Nhật Bản          | 95.675                           | 93.550                           | 105.220                          | 102.408                          | 86.806                           | 76.204                           | 78.188                           |
| Serbia            | 79.575                           | 79.406                           | 87.048                           | 107.601                          | 70.371                           | 57.177                           | 47.939                           |
| Iran              | 75.203                           | 46.760                           | 29.743                           | 20.657                           | 23.085                           | 21.575                           | 20.576                           |
| Hà Lan            | 68.017                           | 63.469                           | 80.543                           | 86.402                           | 81.212                           | 87.549                           | 80.720                           |
| Việt Nam          | 66.939                           | 60.882                           | 75.840                           | 81.073                           | 62.961                           | 53.529                           | 50.823                           |
| Gruzia            | 65.378                           | 69.095                           | 58.264                           | 48.440                           | 35.511                           | 30.415                           | 24.568                           |
| Áo                | 56.663                           | 57.242                           | 67.392                           | 74.277                           | 71.863                           | 70.388                           | 67.606                           |
| Turkmenistan      | 56,258                           | 51,170                           | 47,002                           | 40,238                           | 43,720                           | 39,579                           | 35,017                           |
| Thụy Sĩ           | 52.656                           | 46.200                           | 50.838                           | 54.898                           | 52.852                           | 47.978                           | 44.964                           |
| Cộng hòa Séc      | 47.288                           | 46.432                           | 68.875                           | 76.530                           | 62.980                           | 46.776                           | 40.565                           |
| Hy Lạp            | 46.730                           | 41.210                           | 46.450                           | 48.280                           | 36.474                           | 33.569                           | 33.396                           |
| Na Uy             | 46.631                           | 49.535                           | 57.423                           | 54.433                           | 50.115                           | 48.614                           | 45.340                           |
| Úc                | 43.940                           | 39.613                           | 46.072                           | 46.861                           | 43.105                           | 34.868                           | 30.583                           |
| Canada            | 43.158                           | 43.663                           | 53.370                           | 61.234                           | 54.730                           | 52.238                           | 48,559                           |
| Bulgaria          | 41.290                           | 37.035                           | 42.230                           | 47.154                           | 45.312                           | 42.031                           | 38.446                           |
| Thụy Điển         | 39.153                           | 40.424                           | 49.908                           | 53.340                           | 58.900                           | 60.840                           | 54.253                           |
| Bỉ                | 37.492                           | 33.714                           | 37.441                           | 40.316                           | 37.025                           | 36.430                           | 33.571                           |
| Thái Lan          | 32.222                           | 29.482                           | 25.585                           | 23.919                           | 19.375                           | 17.023                           | 15.192                           |
| Brasil            | 29.704                           | 35.531                           | 33.301                           | 37.386                           | 33.647                           | 29.840                           | 21.950                           |
| Cuba              | 26.667                           | 12.349                           | 11.609                           | 9.625                            | 5.293                            | 4.099                            | 4.053                            |
| Hungary           | 25.313                           | 24.849                           | 28.421                           | 27.155                           | 23.047                           | 23.241                           | 20.736                           |
| Romania           | 23.684                           | 25.970                           | 28.391                           | 30.886                           | 24.792                           | 21.993                           | 17.884                           |
| Slovakia          | 23.555                           | 19.876                           | 24.962                           | 27.554                           | 24.161                           | 20.445                           | 18.512                           |
| Đan Mạch          | 22.059                           | 24.980                           | 33.271                           | 36.262                           | 34.908                           | 35.814                           | 33.121                           |
| Triều Tiên        | 22.036                           | 20.893                           | 23.902                           | 23.604                           | 22.071                           | 18.901                           | 21.167                           |
| Tổng              | —                                | 33.729.187                       | 32.421.490                       | 30.792.091                       | 28.176.502                       | 24.932.016                       | —                                |